# Паризький католицький інститут
Паризький католицький інститут (фр. Institut Catholique de Paris), також: Паризький католицький університет (фр. Université Catholique de Paris) — приватний вищий навчальний заклад у Парижі. Головний корпус розташований в VI окрузі Парижа на вул. rue d'Assas, 21.

## Історія
Інститут був заснований у 1875 році під назвою «Католицький університет Парижа» (фр. Université Catholique de Paris). Університет розмістився у колишньому кармелітському монастирі, приміщення якого пізніше підлягали кількаразовим реконструкціям.

## Сучасність
Інститут сьогодні включає 21 підрозділ: шість факультетів (богослов'я, літератури, філософії, соціальних наук, педагогіки та канонічного права), науково-дослідні інститути, вищі школи, університетську духовну семінарію (фр. Séminaire universitaire des Carmes), науково-дослідні лабораторії і два музеї. Більшість вчених ступенів і дипломів, які надає Інститут, визнаються як Католицькою церквою, так і французькою державою, оскільки більшість підрозділів Інституту мають акредитацію і Міністерства освіти Франції, і Святого Престолу.
Інститут фінансується за рахунок Католицької церкви і, частково, державних субсидій, налічує 7500 студентів і 750 співробітників. При Інституті діють загальна бібліотека і декілька спеціалізованих бібліотек (серед них — Бібліотека канонічного права і Бібліотека візантійських досліджень), науково-дослідні лабораторії та церква Сен-Жозеф-де-Карм.
Католицький університет Парижа належить до Союзу католицьких вищих навчальних закладів (фр. Union des Etablissements d'Enseignement Supérieur Catholiques, UDESCA), який включає в себе п'ять французьких католицьких університетів — в Парижі, Ліллі, Ліоні, Тулузі і Анже, — а також асоційований з Міжнародною федерацією католицьких університетів (англ. International Federation of Catholic Universities, FIUC), до якої належать 200 католицьких університетів у всьому світі.

## Деякі відомі випускники і викладачі
- Сімона де Бовуар — філософ, ідеолог фемінізму
- Едуард Бранлі — фізик
- Жан-Марі Люстіже — кардинал
- Андре Вен-Труа — кардинал
- Жак Марітен — філософ
- П'єр Тейяр де Шарден — філософ, палеонтолог